# Shirin van Anrooij
Shirin van Anrooij   (Goes, 5 de febrer de 2002) és una ciclista neerlandesa. Actualment corre a l'equip ciclista femení Lidl-Trek, en ciclisme de carretera i pel Baloise-Trek Lions en el ciclocròs.

## Palmarès de ciclocròs
- 2019–2020
  -  Campiona del món de ciclocròs júnior
  -  Campiona dels Països Baixos junior
  - 1a a Contern
  - 1a a Pétange
  -  3a als Campionats d'Europa de ciclocròs sub-23
- 2021–2022
  -  Campiona d'Europa de ciclocròs sub-23
  - 1a a Gullegem
  - 1a a Iowa City
  -  2a als Campionats del món de ciclocròs sub-23
- 2022–2023
  -  Campiona del món de ciclocròs sub-23
  - 1a a Beekse Bergen
  - 1a a Gavere
  - 1a a Zonhoven
  - 1a a Koksijde
  - 1a a Mol
  - 1a a Loenhout
  -  3a als Campionats del món de ciclocròs sub-23
- 2023-2024
  - 1a a Waterloo

## Palmarès de carretera
- 2019
  -  Campiona d'Europa en contrarellotge juvenil
  -  Campiona dels Països Baixos en contrarellotge juvenil
  -  2a al Campionat del món juvenil UCI de contrarellotge
  - Vencedora d'una etapa a la Watersley Ladies Challenge
- 2022
  -  Campiona d'Europa en ruta sub-23
  -  Campiona d'Europa en contrarellotge sub-23
  -  Campiona dels Països Baixos en contrarellotge sub-23
  -  2a al mundial contrarellotge sub-23
- 2023
  - 1a al Trofeu Alfredo Binda
  - 1a al Tour de l'Avenir

### Resultats a les Grans Voltes

#### Giro d'Itàlia
- 2023: 29a posició
- 2025: 11a posició

#### Tour de França
- 2022: 14a posició,  1a de la Classificació dels joves
- 2024: 13a posició
- 2025: 11a posició

#### Volta a Espanya
- 2025: 20a posició